# Чиканов, Николай Петрович
Николай Петрович Чиканов (17 июня 1925, Москва — 4 декабря 1983, Москва) — советский хозяйственный, государственный и политический деятель.

## Биография
Родился в 1925 году в Москве. Член КПСС.
С 1942 года — на хозяйственной, общественной и политической работе. В 1942—1983 гг. — строитель, инженер-строитель в системе материально-технического снабжения Главмосстроя, на руководящей советской и партийной работе, председатель исполкома Тимирязевского районного Совета народных депутатов г. Москвы, первый секретарь Тимирязевского райкома КПСС, заместитель председателя Московского городского комитета народного контроля.
Делегат XXIV съезда КПСС.
Умер в Москве в 1983 году.